# ميغان غيل كولز
ميغان غيل كولز (بالإنجليزية: Megan Gail Coles)‏ (25 أكتوبر 1981)؛ كاتِبة وروائية كندية. درست في جامعة ميموريال في نيوفاوندلاند.